# 폭룡전대 아바레인저 vs. 허리케인저
《폭룡전대 아바레인저 vs. 허리케인저》(爆竜戦隊アバレンジャーVSハリケンジャー)는 2004년 3월 12일에 발매된 오리지널 비디오 작품이다. 《폭룡전대 아바레인저》의 오리지널 비디오 작품이며, 슈퍼 전대 VS시리즈의 하나이다.

## 출연진

### 주연
- 하쿠아 료우카 - 니시 코이치로
- 산죠 유키토 - 토미타 쇼
- 이츠키 란루 - 이토 아이코
- 아스카 - 아베 카오루
- 나카다이 미코토 - 다나카 코타로
- 시나 요스케 - 시오야 슌
- 노노 나나미 - 나가사와 나오
- 비토 코우타 - 야마모토 코헤이
- 카스미 잇코 - 시라카와 유지로
- 카스미 잇슈 - 강창웅 (姜 暢雄 교 노부오[*])
- 슈리켄저 (목소리) - 마츠노 타이키

### 조연
- 스기시타 류노스케 - 오쿠무라 코우엔
- 이마나카 에밀리 - 니시지마 미치
- 하쿠아 마이 - 반노 마야
- 히나타 무겐사이 - 니시다 켄
- 히나타 오보로 - 타카다 세이코
- 사명신 데스모조리아 - 사토 마사하루
- 여명의 사도 리제 - 오가와 마리
- 파괴의 사도 잔느 - 사쿠라이 에리
- 암흑의 사도 가일톤 - 카가미 마사시